# 巴斯特·基顿的电影作品
以下是美国演员、喜剧演员、电影制作人巴斯特·基顿的电影作品。

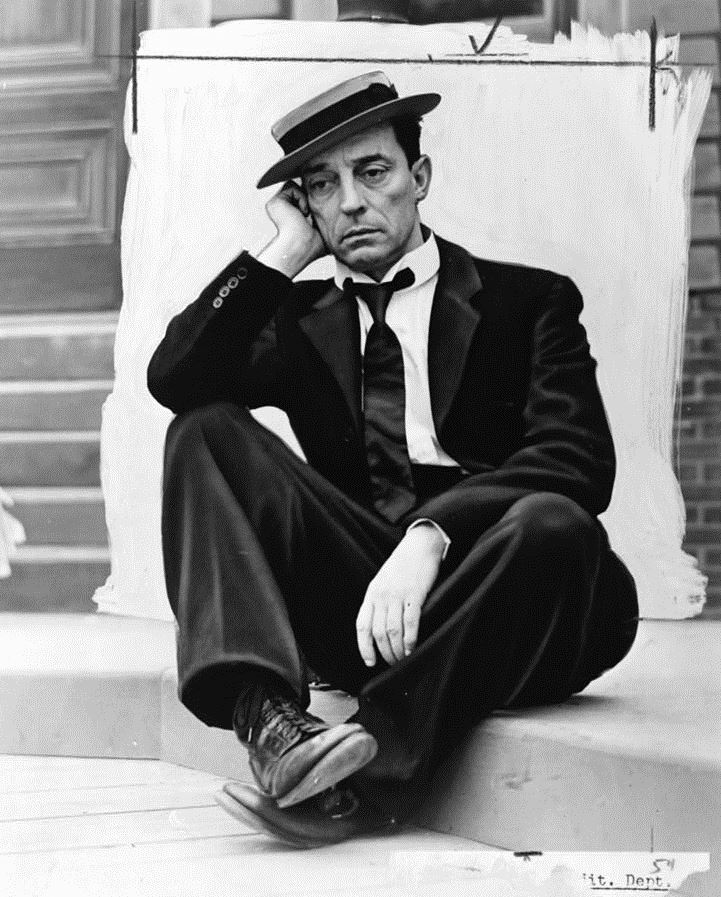
巴斯特·基頓于1939年。

## 电影短片

### 罗斯科·阿巴克尔主演，巴斯特·基顿客串
| 发行日期        | 片名         | 身份 | 身份 | 身份                    | 备注                          |
| 发行日期        | 片名         | 编剧 | 导演 | 饰演角色                | 备注                          |
| --------------- | ------------ | ---- | ---- | ----------------------- | ----------------------------- |
| 1917年4月23日   | 屠夫小子     |      |      | 巴斯特                  | -                             |
| 1917年6月25日   | 红房子       | 是   | 是   | 园丁/送报员/警察        | 协助罗斯科·阿布克尔拍摄和创作 |
| 1917年8月20日   | 新婚之夜     |      |      | 送报员                  | -                             |
| 1917年9月30日   | 噢！医生     |      |      | 小霍尔博克              | -                             |
| 1917年10月29日  | 康尼岛       |      |      | 竞争对手/有小胡子的警察 | -                             |
| 1917年12月10日, | 一个国家英雄 |      |      | 歌舞杂耍表演艺术家      | 电影副本已散佚                |
| 1918年1月20日   | 在西部       |      |      | 警长/酒吧老板           | -                             |
| 1918年3月18日   | 大堂服务生   |      |      | 侍者                    | -                             |
| 1918年5月13日   | 私酒         |      |      | 税务员                  | -                             |
| 1918年7月6日    | 晚安护士     |      |      | 汉普顿博士/撑伞的女人   | -                             |
| 1918年9月15日   | 厨师         |      |      | 服务员                  | -                             |
| 1919年9月7日    | 后台         |      |      | 舞台工作人员            | -                             |
| 1919年10月26日  | 乡巴佬       |      |      | 杂货店经理              | -                             |
| 1920年1月11日,  | 修车铺       |      |      | 修车工/消防员           | -                             |

### 巴斯特·基顿主演
| 发行日期       | 片名         | 身份 | 身份 | 身份                                                           | 备注 |
| 发行日期       | 片名         | 编剧 | 导演 | 饰演角色                                                       | 备注 |
| -------------- | ------------ | ---- | ---- | -------------------------------------------------------------- | ---- |
| 1920年9月1日   | 一周         | 是   | 是   | 新郎                                                           | -    |
| 1920年10月27日 | 13号囚犯     | 是   | 是   | 园丁/ 入狱的高尔夫球手 / 守卫                                  | -    |
| 1920年12月22日 | 邻居         | 是   | 是   | 男孩                                                           | -    |
| 1920年12月22日 | 稻草人       | 是   | 是   | 雇农                                                           | -    |
| 1921年2月10日  | 鬼屋         | 是   | 是   | 银行职员                                                       | -    |
| 1921年3月14日  | 倒霉         | 是   | 是   | 想自杀的男孩                                                   | -    |
| 1921年4月12日  | 暗号         | 是   | 是   | 我们的英雄                                                     | -    |
| 1921年5月18日  | 替罪羊       | 是   | 是   | 巴斯特·基顿                                                    | -    |
| 1921年10月6日  | 剧院         | 是   | 是   | 观众/歌唱家/ 首席音乐家布朗先生/次席音乐家/谈话的人/舞台管理员 | -    |
| 1921年11月10日 | 船           | 是   | 是   | 造船工                                                         | -    |
| 1922年1月      | 白面酋长     | 是   | 是   | 小白面酋长                                                     | -    |
| 1922年3月      | 警察         | 是   | 是   | 年轻人                                                         | -    |
| 1922年5月      | 我妻子的亲戚 | 是   | 是   | 丈夫                                                           | -    |
| 1922年7月21日  | 铁匠         | 是   | 是   | 铁匠的助手                                                     | -    |
| 1922年8月28日  | 冰封的北方   | 是   | 是   | 坏人                                                           | -    |
| 1922年10月     | 电气化屋子   | 是   | 是   |                                                                | -    |
| 1922年11月     | 白日梦       | 是   | 是   | 年轻人                                                         | -    |
| 1923年1月22日  | 气球         | 是   | 是   | 年轻人                                                         | -    |
| 1923年3月      | 爱巢         | 是   | 是   | 巴斯特·基顿                                                    | -    |

### 巴斯特·基顿主演，教育电影出品
| 发行日期                | 片名             | 身份 | 身份 | 身份                   | 备注 |
| 发行日期                | 片名             | 编剧 | 导演 | 饰演角色               | 备注 |
| ----------------------- | ---------------- | ---- | ---- | ---------------------- | ---- |
| 1934年3月16日           | 鬼城             | 是   |      | 沃利                   | -    |
| 1934年5月25日           | 空中飞人         | 是   |      | 埃尔默                 | -    |
| 1935年1月11日           | 帕鲁卡的帕杜卡   |      |      | 吉姆·迪尔兹            | -    |
| 1935年2月22日           | 埃尔默的一次跑步 | 是   |      | 埃尔默                 | -    |
| 1935年3月15日           | 干草种子的浪漫   |      |      | 埃尔默·杜立德          | -    |
| 1935年5月3日            | 水兵             | 是   |      | 新兵水手埃尔默·杜立德  | -    |
| 1935年8月9日            | 降E调的男人      |      |      | 埃尔默                 | -    |
| 1935年10月25日          | 胆小的年轻人     |      |      | 弥尔顿                 | -    |
| 1936年1月3日            | 一树三枝         |      |      | 埃尔默·布朗            | -    |
| 1936年2月21日           | 格局大满贯       | 是   | 是   | 埃尔默·巴兹            | -    |
| 1936年8月21日           | 蓝色烟花         | 是   |      | 埃尔默                 | -    |
| 1936年10月9日           | 化学家           |      |      | 埃尔默·特力普          | -    |
| 1936年11月20日          | 融合魔术         | 是   |      | 埃尔默·“哈皮”·巴特沃斯 | -    |
| 1937年1月8日            | 罪犯诱饵         |      |      |                        | -    |
| 1937年2月12日           | 双胞胎           |      |      | 健忘的男人             | -    |
| March 26, 1937年3月26日 | 胡鬧旅館         | 是   |      | 埃尔默                 | -    |

### 巴斯特·基顿主演，哥伦比亚影业出品
| 发布日期       | 片名                  | 身份 | 身份 | 身份                | 备注 |
| 发布日期       | 片名                  | 编剧 | 导演 | 饰演角色            | 备注 |
| -------------- | --------------------- | ---- | ---- | ------------------- | ---- |
| 1939年6月16日  | 来自西部的害虫        | 是   |      | 先生                | -    |
| 1939年8月11日, | 呆在乔治亚州          | 是   |      | 荷马·柯布           | -    |
| 1940年1月19日  | 惬意生活              |      |      | 克拉伦斯·普兰克特   | -    |
| 1940年3月22日  | 抱歉了我的珀斯·马科斯 |      |      | 送报员埃尔默        | -    |
| 1940年6月28日  | 驯贼记                |      |      | 巴斯特·基顿         | -    |
| 1940年9月20日  | 鬼语连篇              |      |      | 巴斯特              | -    |
| 1940年12月13日 | 前妻来了              |      |      | 丈夫巴斯特          | -    |
| 1941年2月21日  | 所以你不会乱叫        |      |      | 埃迪                | -    |
| 1941年9月18日, | 为爱痴狂              |      |      | 小彼得·拉马尔       | -    |
| 1941年11月20日 | 她的油是我的          |      |      | 水管工巴斯特·沃特斯 | -    |

### 巴斯特·基顿主演，独立制片商出品
| 发行日期       | 片名         | 角色 | 角色 | 角色     | 备注 |
| 发行日期       | 片名         | 编剧 | 导演 | 饰演角色 | 备注 |
| -------------- | ------------ | ---- | ---- | -------- | ---- |
| 1952年10月15日 | 巴斯特的天堂 |      |      | 巴斯特   | -    |
| 1965年10月2日  | 时光快车     |      |      | 男人     | -    |
| 1965年1月8日   | 电影         |      |      | 男人     | -    |
| 1966年1月8日   | 抄写员       |      |      | 记者     | -    |

## 长篇电影

### 巴斯特·基顿主演
- 《傻瓜》（1920年）
- 《三个时代》（1923年）
- 《待客之道》（1923年）
- 《福尔摩斯二世》（1924年）
- 《大航海家》（1924年）
- 《七次机会》（1925年）
- 《西部成金》（1925年）
- 《战将巴特勒》（1926年）
- 《将军号》（1926年）
- 《愛情長跑》（1927年）
- 《船长二世》（1928年）
- 《摄影师》（1928年）
- 《困扰婚姻》（1929年）
- 《逍遥自在》（1930年）
  - 《Estrellados》（1930年，《逍遥自在》西班牙语版本）
- 《濶少從軍》（1930年）
  - 《De frente... marchen》 （1930年，《濶少從軍》西班牙语版本）
- 《客厅、卧室和洗澡》（1931年）
  - 《Casanova wider Willen》（1931年，《客厅、卧室和洗澡》德语版本）
- 《纽约人行道》（1931年）
- 《激情水管工》（1932年）
  - 《Le plombier amoureux》（1932年，《激情水管工》法语版本）
- 《轻而易举》（1932年）
- 《啤酒大王》（1933年）
- 《香榭丽舍之王》（1934年）
- 《入侵者》（1936年）
- 《当代蓝胡子》（1946年）
- 《巴斯特·基顿再出发》（1965年，讲述《时光快车》拍摄过程的纪录片）

## 电视作品
- 《道格拉斯·范朋克出品剧》，分集“觉醒”（1954年）饰演男人
- 《我的底线是什么?》 （1957年9月1日）（总第378集，第9季第1集）作为神秘嘉宾出演[1]
- 《迷离境界》，分集“很久很久以前”（1961年）
- 《偷拍相机》，分集“在餐厅内”（1962年）
- 《66号公路》，在“尼尼微之旅”（1962年）中饰演镇上的倒霉汉约拿·巴特勒[2]
- 《华府风云》，分集“狡猾的想法”（1963奶奶）饰演西·威利斯